# Saszko Kedew
Saszko Kedew, mac. Сашко Кедев (ur. 6 lipca 1962 w Sztipie) – macedoński lekarz, wykładowca akademicki i polityk, profesor, deputowany, kandydat w wyborach prezydenckich w 2004.

## Życiorys
Ukończył szkołę podstawową i średnią w rodzinnej miejscowości, a w 1986 studia na wydziale medycznym Uniwersytetu Świętych Cyryla i Metodego w Skopju. W latach 1991–1993 był stażystą w instytucie NHLBI (wchodzącym w skład NIH) w Bethesdzie. Specjalizował się w zakresie chorób wewnętrznych i kardiologii. W 1989 uzyskał magisterium, doktoryzował się na macierzystym wydziale w 1998. W 1989 podjął pracę w uniwersyteckiej klinice kardiologii, w 2006 objął stanowisko jej dyrektora. Był też dyrektorem instytutu chorób serca w centrum klinicznym w Skopju (1999–2002). Jako nauczyciel akademicki związany z Uniwersytetem Świętych Cyryla i Metodego w Skopju, w 2013 uzyskał pełną profesurę. Był profesorem wizytującym na University of North Carolina. Autor lub współautor ponad 200 publikacji naukowych. Członek Europejskiego Towarzystwa Kardiologicznego. W 2015 został członkiem korespondentem Macedońskiej Akademii Nauk i Sztuk.
W latach 2002–2006 z ramienia konserwatywnej partii WMRO-DPMNE sprawował mandat posła do Zgromadzenia Republiki Macedonii. W 2004 był kandydatem tego ugrupowania w wyborach prezydenckich rozpisanych po śmierci Borisa Trajkowskiego. Przegrał w drugiej turze głosowania z Brankiem Crwenkowskim, otrzymując 37% głosów.